# Странджански дядо
Странджански дядо е пресован сурово-сушен продукт от раздробено свинско месо, натурални подправки и добавки, напълнени в обвивка от естествен произход (обикновено свински стомах).

## Етимология
Както подсказва и името му, „странджанският дядо“ произхожда от района на Странджа. С термина „дядо“ местното население в Странджа означава свинския стомах (шкембе).

## Отличителни черти и технология
Макар че в традиционната рецепта се използва стомахът, има варианти, при които се използват и други части от коремните вътрешности на прасето – сляпо черво („бабата“), пикочния мехур или дебелите черва. Характерните подправки са чубрица, сладък червен пипер, лют червен пипер или едро накълцани сушени червени люти чушки и черен пипер. Процесът на зреене преминава през два основни етапа: пресоване (около 10 дни) и сушене (40-60 дни).